# Jan Wildschut
Johannes Wilhelmus (Jan) Wildschut ('s-Hertogenbosch, 28 november 1913 – Kamp Leonberg, 31 januari 1945) was een Nederlandse verzetsstrijder tijdens de Tweede Wereldoorlog. Wildschut werkte veel samen met Johannes Post en nam als lid van diens knokploeg deel aan menig overval.

## Levensloop
Hij kwam als onderduiker bij Johannes Post in Nieuwlande terecht en werd een van de eerste leden van de lokale Knokploeg. Post en Wildschut raakten persoonlijk bevriend. Op 7 januari schoot Wildschut in Rijnsburg de Nederlandse jodenjager Willem de Groot dood die op het punt stond een joods meisje te arresteren. Toen hij diens collega Adrianus Biesheuvel wilde neerschieten haperde het pistool. De volgende dag ging hij in Katwijk een rooms-katholieke kerk binnen om te biechten over de moord.
Op 26 juni 1944 kreeg Post het bericht dat Wildschut was gearresteerd na een mislukte overval op een distributiekantoor in Haarlem op 23 juni in opdracht van Post. Toen Wildschut tijdens deze overval wilde ontsnappen werd hij door de Duitsers opgepakt door toedoen van een NSB’er, die zijn fiets voor Wildschut gooide waardoor hij viel. Wildschut werd naar het Huis van Bewaring aan de Weteringschans in Amsterdam gebracht.
Het bevrijden van Wildschut was de hoofdreden waarom Post in juli een overval op het het Huis van Bewaring uitvoerde. Dit liep echter volledig mis en Post werd, tezamen met anderen, opgepakt en vrijwel meteen gefusilleerd.
Niet lang hierna werd Wildschut naar de bunker in Vught vervoerd. In september 1944 werd hij naar Duitsland afgevoerd. Wildschut overleed op 31 januari 1945 in Kamp Leonberg.
In 1950 werd zijn aangifte van overlijden in de Staatscourant bekendgemaakt.
In 1952 werd hem postuum het Verzetskruis toegekend. Zijn naam staat vermeld op de Erelijst van Gevallenen 1940-1945.
In de Verzetswijk in Almere is een straat vernoemd naar Wildschut, ter ere van zijn bijdrage aan het verzet.